# Крушчица (Јајце)
Крушчица је насељено мјесто у Босни и Херцеговини у општини Јајце које административно припада Федерацији Босне и Херцеговине. Према попису становништва из 1991. у насељу је живјело 913 становника.

## Становништво
Према попису становништва из 1991. године место је имало 2.070 становника.
| Националност (мјесна заједница) | 1991.       |
| Муслимани                       | 1.930 (93%) |
| Срби                            | 71 (3%)     |
| Хрвати                          | 66 (3%)     |
| Југословени                     | 2 (0%)      |
| остали и непознато              | 1 (0%)      |
| укупно                          |             |